# Deutsche Turnmeisterschaften 1937

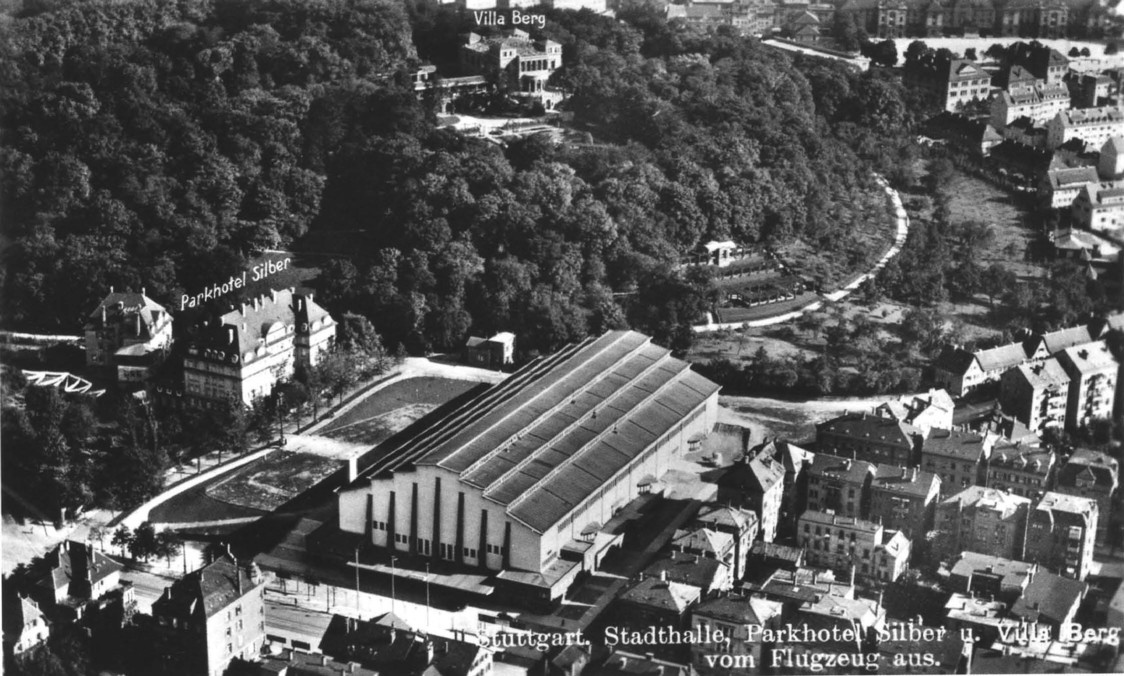
Stadthalle Stuttgart (etwa 1930)

Die Deutschen Turnmeisterschaften 1937 fanden in Stuttgart statt. Austragungsort war die Stuttgarter Stadthalle. Deutscher Meister wurde Olympiasieger Konrad Frey.
Die Deutschen Turnvereinsmeisterschaften 1937 fanden in Münster/Westfalen statt.